# Geneva Open 2021
Geneva Open 2021 — тенісний турнір, що проходив на ґрунтових кортах у місті Женева, Швейцарія з 17 травня. Належав до категорії ATP 250.

## Фінальна частина

### Одиночний розряд
Каспер Рууд —  Денис Шаповалов 7–6(8–6), 6–4

### Парний розряд
Джон Пірс (тенісист) /  Майкл Вінус —  Сімоне Болеллі /  Максімо Гонсалес 6–2, 7–5